# Aspartam
Aspartam je ime za neenergijsko, sintetično visoko intenzivno sladilo aspartil-fenilalanin-1-metil ester. Dodajajo ga približno 6000 živilom, predvsem dietnim brezalkoholnim pijačam. Najdemo ga tudi v žvečilnih gumijih brez sladkorja, bonbonih in v nekaterih žvečljivih vitaminskih nadomestkih. Aspartam ni primeren za kuhanje in peko, saj se pri visokih temperaturah razgradi in izgubi sladkost. V evropskem sistemu označevanja aditivov s števili E ima kodo E951.
Dovoljena dnevna količina znaša v Evropski uniji 40 mg na kilogram telesne teže.

## Kemijska zgradba
Aspartam je metil ester dipeptida naravnih aminokislin L-asparaginske kisline in L-fenilalanina. Beli kristalinični prašek je sladkega okusa in brez vonja. V močno kislem ali bazičnem okolju hidrolizira do metanola. Pod ostrimi pogoji se hidrolizirajo tudi peptidne vezi in nastanejo proste aminokisline.
Aspartam je nepolarna molekula.
Čeprav so znani vidiki sinteze kriti s patenti, je mnogo podrobnosti lastniških. Na tržišču sta uporabljena le dva pristopa sinteze. Pri kemični sintezi sta v anhidrid združeni dve karboksilni skupini aspartanske kisline, kjer je aminoskupina zaščitena s spojino, ki preprečuje naslednje reakcije. Fenilalanin je metiliran in spojen z N-zaščitenim aspartanskim anhidridom, nato pa je iz aspartanske kisline s pomočjo kislinske hidrolize odstranjena zaščitna skupina. Pomanjkljivost te metode je, da se producira grenak stranski produkt, ß-oblika, ki nastane, ko se napačna karboksilna skupina aspartanske kisline poveže s fenilalaninom. Pri postopku, kjer je pri katalizaciji kondenzacije kemično spremenjenih aminokislin uporabljen encim iz Bacillus thermoproteolyticus, daje velike izkoristke, brez stranskega produkta ß-oblike. Pri različici te metode, ki se ne uporablja komercialno, pa se uporablja nespremenjena aspartanska kislina, vebdar ne daje visokega izkoristka.
Metode, pri katerih se s kemično metilacijo neposredno producira aspartil-fenilalanin, so bile preizkušene, vendar niso bile uvedene v industrijsko proizvodnjo.

## Lastnosti in uporaba
Aspartam je 150–200-krat slajši kot saharoza (namizni sladkor). V nasprotju s saharinom in ciklamatom je energijsko bogat, saj znaša njegova energijska moč 4kcal/g, vendar se dodaja v zelo majhnih količinah in je dejanska energijska vrednost zanemarljiva. V vodi in alkoholu se slabše topi. Stabilnost raztopljenega aspartama v vodi je odvisna od pH; kot drugi dipeptidi je namreč podvržen hidrolizi. Pri sobni temperaturi in pri pH 4,3 ne razpade do 300 dni, pri pH 7 pa je obstojen le nekaj dni. Večina brezalkoholnih pijač ima pH med 3 in 5, zato je raztopljeni aspartam stabilen. Pri živilih z daljšim rokom uporabnosti, npr. sirupih, dodajo aspartamu bolj stabilno sladilo, kot je npr. saharin.
Vendar ga potrebujemo za enak občutek sladkosti veliko manj, zato je njegov kalorični prispevek za organizem zanemarljiv.
Okus aspartama in drugih umetnih sladil je drugačen od okusa namiznega sladkorja. Razlikujejo se v času, ki preteče, da začutimo sladkost in koliko časa občutek traja, čeprav se aspartam še najbolj približa okusu sladkorja med vsemi umetnimi sladili. Občutek sladkosti traja pri aspartamu dlje, kot pri saharozi, zato ga pogosto mešajo z drugimi umetnimi sladili, kot so kalijev acesulfamat, da je okus zmesi bolj podoben okusu sladkorja. Aspartam lahko sintetiziramo iz aminokislin, ki jih vsebuje, L-fenilalanina in L-aspartata.
Zaradi dipeptidne strukture aspartam pri visokih temperaturah ali visokem pH hidrolizira do prvotnih aminokislin, zato je neprimeren za kuhanje in peko. Enako velja tudi za živila, ki zaradi obstojnosti potrebujejo bazičnost. Stabilnost aspartama pri visokih temperaturah lahko do neke mere dosežemo, če ga obdamo z maščobami ali z maltodekstrinom.
Glavne razpadni produkti aspartama so: ciklični didpeptid (diketopiperazinska oblika), deesterificiran dpeptid (aspartil-fenilalanin) in njegove sestavne komponente, asparaginska kislina (40 %), fenilalanin (50 %) in metanol (10 %). Pri 180 stopinjah Celzij je aspartam podvržen razgradnji in tvori diketopiperazinske (DKP) derivate.
V živilih, kot so napitki v prašku, lahko poteče Maillardova reakcija, saj amin iz aspartama reagira z aldehidno skupino, ki je prisotna v določenih sestavinah za aromo. Za ohranitev okusa in sladkosti lahko aldehidno skupino zaščitijo v obliki acetala.
Ne povzroča kariesa, uporabljajo pa ga lahko tudi sladkorni bolniki.

## Odkritje
Aspartam je po naključju odkril kemik James M. Schlatter leta 1965, ki je delal v laboratoriju Searle & Company. Schlatter je sintetiziral aspartam pri izdelavi zdravila proti čiru. Po nesreči je poliznil prst in odkril, da je aspartam sladkega okusa. Nepričakovanemu odkritju so sledile mnoge raziskave.
Po letu 1980 je v ZDA začel nadomeščati saharin in ciklamat. V ZDA ima največji tržni uspeh. 
V ZDA je Ameriški urad za prehrano in zdravila (FDA) leta 1975 pregledal 25 študij, ki so jih predložili proizvajalci, med njimi je bilo 11 študij o aspartamu. Poročali so o precejšnjih pomanjkljivostih v poslovanju, operacijah ter praksi družbe Searle. Leta 1979 je Center za varnost hrane (CFSAN), ki sodi pod okrilje FDA zaključil, da večina napak pri študijah o aspartamu ni bila bistvenega pomena in niso vplivale na zaključek in bi lahko bile uporabljene za oceno varnosti aspartama.
Leta 1980 je FDA sklicala skupino neodvisnih svetovalcev (PBOI - Public Board of Inquiry), zaradi raziskave o domnevni povezavi med aspartamom ter možganskim rakom. Zaključili so, da aspartam ne povzroča možganskega raka, vendar pa so priporočili, naj se odprta vprašanja glede raka rešijo z dodatnimi testi na podganah.
FDA je odobrila aspartam za uporabo v hrani leta 1981, v gaziranih pijačah pa leta 1983. V drugih pijačah, pecivu ter slaščičarstvu so ga odobrili leta 1993. Leta 1996 pa je FDA umaknila vse omejitve glede aspartama, kar je omogočilo njegovo uporabo v vseh živilih.
Več držav Evropske unije je odobrilo aspartam leta 1980, v vsej EU pa leta 1994. Evropski znanstveni odbor za hrano (ESCS - Scientific Committee on Food) je kasneje ponovno  pregledal študije o varnosti in potrdil odobritev v letu 2002. Evropska agencija za varnost hrane (EFSA - European Food Safety Authority) je v letu 2006 poročala, da je bila predhodno določena meja dnevnega vnosa sprejemljiva, potem ko je ponovno pregledala še en niz študij.

## Presnova
Po zaužitju se aspartam razgradi v sestavne komponente, asparaginsko kislino, fenilalanin in metanol, nadaljnji produkti pri razgradnji pa vključujejo formaldehid in mravljično kislino. Kopičenje slednje pa je glavni razlog zastrupitve z metanolom. Študije kažejo, da se mravljična kislina izloča hitreje kot se tvori po zaužitju aspartama. V nekaterih sadnih sokovih lahko najdemo višjo koncentracijo metanola kot količino, ki se tvori iz aspartama v pijačah.
Aspartamu so pripisovali vrsto neželenih učinkov, ampak uspeli so dokazati samo to, da lahko povzroča težave pri ljudeh, ki ne morejo presnavljati fenilalanina. Aspartam je namreč sestavljen iz 40 % asparaginske kisline, 50 % fenilalanina ter 10 % metanola in pri presnovi razpade na naštete snovi, pri nadaljnji presnovi pa tudi na formaldehid in mravljinčno kislino. Fenilalanin je v možganih normalno prisoten. Bolniki s prirojeno genetsko motnjo fenilketonurijo ne morejo normalno presnavljati fenilalanina, zato pride pri uživanju aspartama do povečane koncentracije fenilalanina v možganih. Novorojenčki s fenilketonurijo ob rojstvu izgledajo zdravi, a se že v prvih mesecih življenja začnejo kazati motnje v motoričnem razvoju, pojavljajo se krči, duševna manjrazvitost, po koži se pojavi ekcem, zobovje je nerazvito. Zato je vsebnost aspartama s posebnim opozorilom, da vsebuje fenilalanin, označena na embalaži. Med pripravo aspartama in pri njegovem razpadu lahko nastajaja tudi diketopiperazin. Ta lahko v telesu zapade reakciji nitroziranja. Produkt te reakcije pa bi lahko povzročal raka na možganih in maternici. Vendar v telesu nastaja zelo malo takega produkta, študija pa je tudi pokazala, da diketopiperazin naj ne bi imel škodljivih učinkov.
V Združenem kraljestvu je zakonsko predpisano, da morajo biti kemične sestavine hrane, ki vsebuje aspartam, opisane tudi v sestavinah poleg opozorila, da vsebuje sled fenilalanina, kar je po navadi napisano na dnu sestavin.
Proizvajalci morajo poleg oznake imena izdelka natisniti, da hrana vsebuje dodatno sladilo, kot je aspartam, ali da vsebuje dodatno sladilo ali pa da hrana vsebuje tako sladkor kot sladilo.
V Kanadi so na izdelkih, ki vsebujejo aspartam, kemikalije napisane poleg sestavin izdelka. Napisana pa je tudi količina aspartama, ki ga vsebuje izdelek na eno porcijo. Označeno mora biti tudi, da izdelek vsebuje fenilalanin (to je po navadi zapisano v oklepaju med sestavinami).

## Ekonomija
Equal, NutraSweet in Canderel so imena, pod katerimi se prodaja aspartam, in so sestavine približno 6.000 potrošnikov hrane in pijače, ki se prodajajo po vsem svetu, vključno z dietno sodo in drugimi brezalkoholnimi pijačami, instant zajtrki, mento bonboni, žiti, žvečilnimi gumiji brez sladkorja, kakao mešanicami, zamrznjenimi sladicami in sladicami z želatino, sokovi, odvajali, žvečljivimi vitaminskimi dodatki, mlečnimi napitki, farmacevtskimi zdravili in dodatki, z 
namiznimi sladili, čaji, instant kavami in jogurti. 
Aspartam je manj primeren za peko kot nekatera druga sladila, saj se pri segrevanju razgradi in izgubi velik del svoje sladkosti. Je pa tudi eden 
od glavnih substitov za sladkor, ki ga uporabljajo sladkorni bolniki. Sicer pa je Monsanto že patentiral nov izdelek - Neotame, ki je desetkrat močnejši od aspartama in precej bolj škodljiv. Hkrati pa v ZDA živilsko - farmacevtski lobi intenzivno dela na tem, da aspartama ne bi bilo več obvezno navesti na deklaracijah živil, kar pomeni, da sploh ne bi vedeli, da ga določeno živilo vsebuje.

### Podjetje NutraSweet
Leta 1984 je družba Monsanto kupila družbo G.D. Searle, ki jo je potem razdelila na dve samostojni hčerinski družbi, Searle Pharmaceuticals in NutraSweet Company. Posel z aspartamom je postal del družbe NutraSweet. 
Leta 2000 so NutraSweet Company prodali družbi J. W. Childs.
Evropska uporaba patentov za aspartam se jim je iztekla z začetkom leta 1987, v ZDA pa leta 1992. Od takrat naprej podjetje tekmuje z drugimi 
proizvajalci za tržni delež, vključno z družbami Ajinomoto, Merisant in Holland Sweetener Company.

### Ajinomoto
Večino načinov industrijske sinteze aspartama je iznašlo podjetje Ajinomoto. Leta 2004 so ga na svetu proizvedli 14.000 ton, od tega je imelo podjetje Ajinomoto kot največji proizvajalec 40 odsotni tržni delež. Vsako leto je poraba rasla za dva odstotka. Ajinomoto je leta 2000 plačal 67 milijonov dolarjev podjetju Monsanto, od katerega je kupil pravice proizvajanja tega umetnega sladila.
Leta 2008 podjetje Ajinomoto toži britansko verigo supermarketov Asda, del Wal-Marta, zaradi po njihovem mnenju zlonamernih laži o njihovih izdelkih. Trgovska veriga je aspartam uvrstila med kemikalije, ki jih ni v izdelkih na njihovih policah, skupaj z drugimi nevarnimi snovmi (»nasties«). Julija 2009 je britansko sodišče razsodilo v korist Asda. Prizivno sodišče julija 2010 razveljavi sodbo in dovoli podjetju Ajinimoto nadaljevati s tožbo, katere namen je bil ohraniti ugled aspartama. Asda je ob tem sporočila, da bo še vedno uporabljala oznako »brez nevarnih« snovi pri označevanju izdelkov lastne blagovne znamke, vendar sta se podjetji leta 2011 poravnali. Asda je umaknil sklicevanje na aspartam iz embalaž izdelkov.   
Novembra leta 2009 je Ajinomoto napovedal novo blagovno znamko za sladilo aspartam - AminoSweet.

### Podjetje Holland Sweetener
Nizozemsko podjetje Holland Sweetener Company, skupaj sta ga ustanovili podjetji DSM in Tosoh, je za proizvodnjo aspartama uporabljalo encimski proces, ki ga je razvil Toyo Soda (Tosoh) in prodajalo pod blagovno znamko Sanecta. Poleg tega so razvili kombinacijo aspartama in soli »acesulfama«, kar je znano kot blagovna znamka Twinsweet. Leta 2006 so se umaknili iz industrije sladil, ker se je globalni trg spopadal s presežkom aspartama, kar je povzročilo padanje cen in v petih letih povzročilo, da je ta posel postal stalno nedobičkonosen.

### Konkurenčni izdelki
Zaradi sukraloze (sucralose), v nasprotju z aspartamom, ohranjajo sladkost tudi po kuhanju in ima najmanj dvakrat večji rok uporabnosti od aspartama in postaja bolj poznana sestavina. Razlike v marketingu in spreminjanje želja potrošnikov je povzročilo, da je aspartam izgubil tržni delež s sukralozo (sucralose). V letu 2004 je bilo trgovanje z aspartamom okoli $30/kg, s sukralozo, ki je trikrat slajša pa okoli $300/kg.

## Varnostna polemika
Aspartam je predmet različnih varnostnih polemik, potegavščin in zdravstvenih groženj  že od leta 1974, ko ga je potrdila uprava FDA. Kritiki trdijo, da so konflikti z vprašanji o začetnih raziskavah, ki so potrjevale varnost aspartama omadeževali FDA-jevo potrditev aspartama in predvidevajo, da so številna zdravstvena tveganja povezana z aspartamom.
Veljava teh trditev je bila raziskana in razrešena. Leta 1987 je odgovorna pisarna vlade Združenih Držav povzela, da je bil postopek sprejetja aditivov primeren za aspartam.  Aspartam je razglašen kot varen za človeško rabo v več kot 90-ih državah na svetu. FDA uradno opisuje aspartam kot ˝enega izmed najpogosteje testiranih in preučevanih aditivov v hrani, ki so jih kdajkoli izvajali˝, njegovo varnost pa kot ˝jasno določeno˝. 
Teža obstajajočih znanstvenih dokazov kaže, da je aspartam varen na sedanjih nivojih uporabe kot nehranilno sladilo.